# Банфи, Антонио
Антонио Банфи (итал. Antonio Banfi; 30 сентября 1886, Вимеркате, Ломбардия — 22 июля 1957[…], Милан) — итальянский философ и общественный деятель.

## Биография
С 1904 года учился в Королевской научно-литературной академии, которую окончил с дипломом по специальности романская филология. В 1910 году получил степень доктора философии за исследование, посвящённое философии Бутру, Ренувье и Бергсона. Позднее учился в университете Фридриха Вильгельма в Берлине. Испытал влияние философии Шпрангера, Зиммеля, Дильтея, Гуссерля. 
Преподавал в лицеях Ланчано, Урбино, Иези, Алессандрии, Милана, в Королевском высшем педагогическом институте Флоренции, в университетах Генуи и Милана, где читал лекции по философии и эстетике (в 1931 году Пьеро Мартинетти, уволенный за отказ присягнуть на верность фашизму, предложил его в качестве своего преемника в Миланском университете). 
Наряду с педагогической и научной деятельностью, Банфи вёл активную общественную и политическую деятельность: в 1925 году подписал составленный Кроче Манифест антифашистских интеллектуалов, участвовал в движении итальянского Сопротивления, с 1947 года был членом ИКП, стал членом её ЦК, в 1948 и 1953 годах избирался сенатором Итальянской Республики. Несколько раз был в СССР, посетил Китай. 

## Философия
Вместе со своим учителем Мартинетти Банфи считается одним из основателей Миланской школы философии. Банфи — основатель критического рационализма. Выступая как противник итальянского идеализма (Кроче, Джентиле) Банфи создал собственную феноменологию и философию культуры. Он является также основателем т. н. «школы Банфи» (Д. Формаджо, Э. Пачи, Д. Прети, Л. Раньони, Л. Анчески и др.). Философские взгляды Банфи оказали значительное влияние на современную итальянскую и европейскую философию.

## Сочинения
- Principi di una teoria della ragione, Milano, 1926;
- La filosofia e la vita spirituale, Milano, 1922;
- Principi di una teoria délia ragione. Roma, 1926;
- Pestalozzi. Firenze, 1929;
- Vita di Galileo Galilei, Milano — Roma, 1930;
- Federico Nietzsche, Milano, 1934;
- La fenomenologia della coscienza storica, «Studi filosofici», Milano, 1942, No 3;
- Socrate, Milano, 1943;
- Vita dell’arte, Milano, 1947;
- L’uomo copernicano, Milano — Verona; 1950.
- Storia del materialismo, 1952—1953/ 2 тт.
- La ricereà délia realtà. Firenze, 1959; 2 тт.
- Saggi sul maixismo. Roma, 1960;
- La problematica dell’educazione e il pensiero pedagogico. Firenze, 1961;
- Ι problemi di una estetica filosofia. Milano-Firenze, 1961;
- Filosofia dell’ arte.1962
- Studi sulla filosofia del Novecento. Roma, 1965;
- Scritti letterari. Roma, 1970;
- La crisi délia civiltà borgeze e il marxismo. Firenze, 1977

## Переводы на русский язык
- Банфи А. Философия искусства. Перевод с итальянского Г. П. Смирнова. Художник И. В. Балашов. М.: Искусство, 1989. 384 c.
- Банфи Антонио. Избранное. Перевод с итальянского. М.: Прогресс, 1965. 291 с.